# Appleton (grupo musical)
Appleton foi uma dupla musical canadense composta pelas irmãs Natalie Appleton e Nicole Appleton formada em 2002. O duo foi criado um ano depois do girl group All Saints, que ambas faziam parte, terminar as ativadades. Após o retorno do grupo, em 2006, o Appleton foi desfeito.

## Biografia
Natalie e Nicole decidiram desenvolver juntas as suas carreiras musicais e com a ajuda dos parceiros de ambas, Liam Gallagher dos Oasis e Liam Howlett dos The Prodigy formaram este conjunto.
Em 2002, o primeiro single "Fantasy" chegou ao segundo lugar das paradas inglesas. Em 2003 seguiram mais dois singles "Don't Worry" e "Everything's Eventually" e o álbum Everything's Eventual. O estilo musical é mais alternativo e mais calmo quando comparado com as canções das All Saints. 
Em 2002 também foi publicada a autobiografia das duas, intitulada "Together". O livro deu bastante que falar na imprensa britânica devido aos pormenores picantes revelados, nomeadamente detalhes sobre as brigas que tinham com as restantes All Saints (os motivos que levaram à separação da banda) e o aborto de Nicole (estava grávida de Robbie Williams, o seu namorado na altura). 
Entretanto houve uma reconciliação entre as quatro mulheres da famosa banda e em Janeiro de 2006 foi anunciada a reunificação das All Saints. A banda assinou um contrato com a produtora Parlophone. O álbum “Studio 1” foi lançado em 20 de Novembro de 2006 e o primeiro single, "Rock Steady", foi lançado em 6 de Novembro de 2006. O segundo single de All Saints foi "Chick Fit" que se tornou single digital e falhou ao entrar no UK Singles Chart.

## Discografia

### Álbuns de estúdio
| Título                | Detalhes                                                                                    | Maior posição | Maior posição | Maior posição | Certificação |
| Título                | Detalhes                                                                                    | RU            | IRL           | ESC           | Certificação |
| --------------------- | ------------------------------------------------------------------------------------------- | ------------- | ------------- | ------------- | ------------ |
| Everything's Eventual | - Lançamento: 24 de fevereiro de 2003 - Gravadora: Polydor - Formato: CD · download digital | 9             | 49            | 9             | - BPI: Prata |

### Singles
| "Fantasy"                                                                                     | 2002 | 2  | 56 | 57 | 16 | 15 | 29 | 65 | 2  | 39 | Everything's Eventual |
| "Don't Worry"                                                                                 | 2003 | 5  | —  | —  | —  | —  | —  | 95 | 6  | 89 | Everything's Eventual |
| "Everything Eventually"                                                                       | 2003 | 38 | —  | —  | —  | —  | —  | —  | 30 | —  | Everything's Eventual |
| "—" denota lançamentos que não entraram nas paradas ou não foram lançados naquele território. |      |    |    |    |    |    |    |    |    |    |                       |